# Poszukiwanie nieskończoności
Poszukiwanie nieskończoności (ang. The Infinite Quest) – brytyjski miniserial lub film animowany związany z serialem science-fiction pt. Doktor Who z 2007 roku. Został stworzony przez BBC Television, ale jego zrobieniem zajmowała się inna ekipa produkcyjna niż ta zajmująca się serią live action. W Wielkiej Brytanii film ten oryginalnie został wyemitowany w 12 częściach z częstotliwością 1 na tydzień od 2 kwietnia do 29 czerwca 2007 roku w ramach programu telewizyjnego Totally Doctor Who. Ostatnia, 13 część, została wyemitowana razem z pozostałymi, połączonymi w jeden segment 30 czerwca 2007 roku.
W Polsce program ten miał swoją premierę 2 stycznia 2009 roku na kanale ZigZap, gdzie został on od razu wyemitowany jako jeden segment.

## Opis fabuły
Doktor i Martha Jones mają za zadanie odnaleźć cztery mikrochipy, pozwalające odkryć statek nieskończoność. Muszą zrobić to zanim Baltazar dostanie je w swoje ręce. Inaczej cały wszechświat może przestać istnieć.

## Wersja polska
| Postać | Oryginalna obsada | Polski dubbing       |
| --- | ----------------- | -------------------- |
| Doktor | David Tennant     | Robert Tondera       |
| Martha Jones | Freema Agyeman    | Brygida Turowska     |
| Baltazar | Anthony Head      | Dariusz Odija        |
| Kruk / Squawk | Toby Longworth    | Krzysztof Zakrzewski |
| Kapitan Kaliko | Liza Tarbuck      | Jolanta Wołłejko     |
| Swabb | Tom Farrelly      | Klaudiusz Kaufmann   |
| Królowa Mantasphidów | Lizzie Hopley     | Jolanta Wołłejko     |
| Mergrass | Paul Clayton      | Grzegorz Drojewski   |
| Pilot Kelvin | Steven Meo        | Grzegorz Drojewski   |
| Głos z nadajnika | Barney Harwood    | Klaudiusz Kaufmann   |
| Gurney | Stephen Greif     | Jerzy Słonka         |
| Locke | Dan Morgan        | Grzegorz Drojewski   |
| Robot strażnik | Dan Morgan        | Jerzy Słonka         |
| Wersja polska: na zlecenie ZigZap – Studio Publishing Dialogi: Małgorzata Kochańska Reżyseria: Tomasz Grochoczyński Dźwięk i montaż: Jacek Kacperek Kierownictwo produkcji: Mira Ornatowska |                   |                      |